# Mavanoor, Holenarsipur
Mavanoor là một làng thuộc tehsil Holenarsipur, huyện Hassan, bang Karnataka, Ấn Độ.